# Église Saint-Maurice de Chartrené
L'église Saint-Maurice est une église située à Chartrené, en France.

## Localisation
L'église est située dans le département français de Maine-et-Loire, sur la commune de Chartrené.

## Description

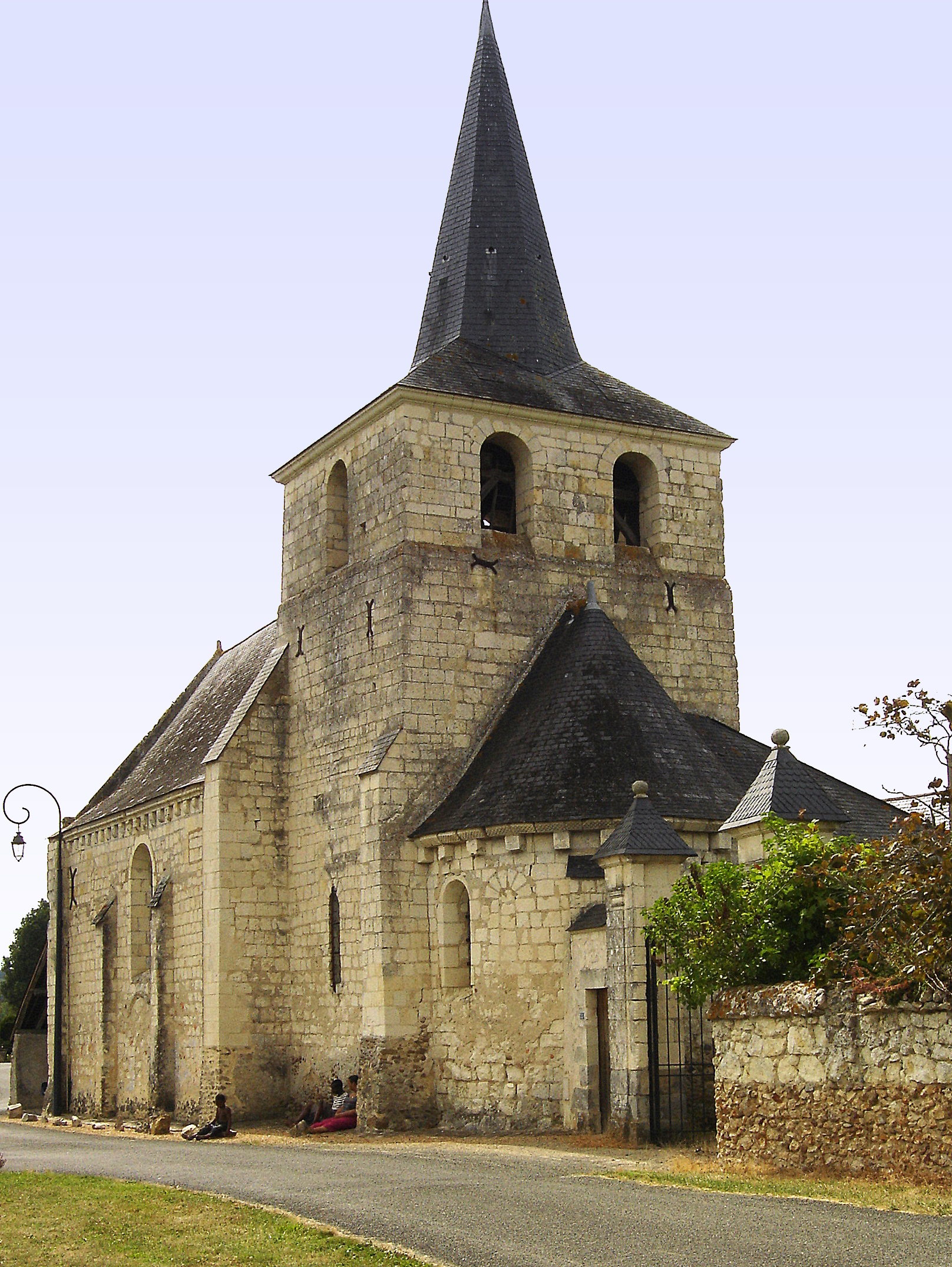
Vue extérieure.
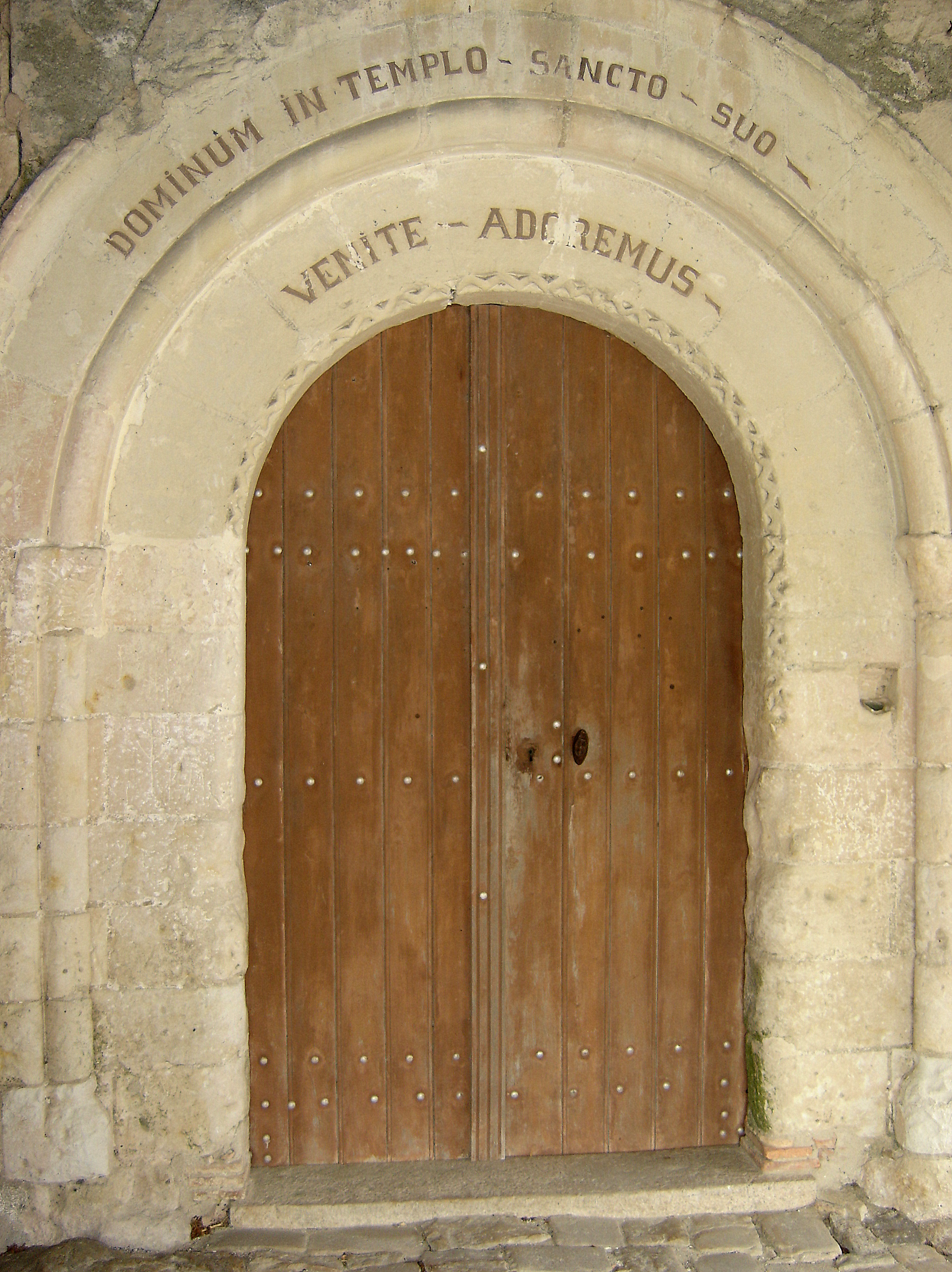
Porte.

## Historique
L'édifice est inscrit au titre des monuments historiques en 1972.